# 鋦-247
鋦-247（247Cm）是一种锔的同位素。它是鋦最穩定的同位素，半衰期1560万年，比更重元素的半衰期长至少一万倍。它是在r过程中产生的绝种核素。它发现于1954年。

## 存量
相较于地球的年龄（45.4亿年），247Cm的半衰期太短，因此原生的247Cm都早已衰变成235U，成为绝种核素。富钙铝包体中的铀同位素丰度异常很可能源自原生247Cm的衰变。痕量的247Cm可能随宇宙射线来到地球，但这点未被确认。

## 合成
天然的247Cm来自中子星碰撞时发生的r过程。人造的247Cm则通过中子轰击244Cm而成，然后与产生的其它锔同位素分离。